# Seute III
Seute III (in greco antico: Σεύθης? Sèuthēs; fl. IV secolo a.C.) fu un re degli Odrisi dal 331 al 300 a.C.

## Biografia
Nel 346 a.C. Filippo II di Macedonia aveva sottomesso gran parte della Tracia. Alla morte di Filippo nel 336 a.C. i Traci, sottovalutando Alessandro Magno, si ribellarono al dominio macedone, tuttavia Alessandro, con una fulminea campagna militare, sconfisse, oltre ai Traci, anche i Triballi guidati dal loro re Sirmo, e i Geti.
Nel 330 a.C. Seute, approfittando dell'assenza di Alessandro (allora in Persia), organizzò una rivolta con l'appoggio di Memnone, stratego di Tracia, ma nel 326 a.C. venne sconfitto da Antipatro. L'anno successivo, dopo che le truppe di Zopiro, successore di Memnone, furono annientate dai Geti, il regno degli Odrisi divenne indipendente. Nel 323 a.C., alla morte di Alessandro, Lisimaco, un generale di Alessandro Magno, si proclamò re di Tracia e si scontrò ripetutamente contro Seute, fino al 311 a.C., anno in cui lo sconfisse definitivamente.
Attorno al 320 a.C. Seute fece costruire la nuova capitale odrisia, Seutopoli, edificata secondo criteri ellenistici. Nel 313 a.C. aiutò Antigono I nella sua guerra contro Lisimaco, finendo sconfitto.

## Tomba di Seute
La tomba del re tracio Seute III è stata identificata nel tumulo di Golyamata Kosmatka, a 1 km a sud della città di Šipka, in Bulgaria. È stata scoperta nel 2004 dall'archeologo bulgaro Georgi Kitov. Tra gli oggetti rinvenuti al suo interno figurano la corona d'oro del sovrano, una kylix d'oro (coppa da vino poco profonda), cimieri, un elmo, nonché applicazioni per l'attacco dei cavalli, tutti esposti nel museo storico della città di Kazanlăk. Notevole è la testa in bronzo della statua di Seute III sepolta ritualmente davanti alla facciata, molto dettagliata e realistica. È considerata un'importante testimonianza dei rituali orfici traci.
Gli effetti personali e i doni, necessari per la vita ultraterrena del sovrano, sono accuratamente collocati nella camera. Dopo la sepoltura, l'ingresso della camera rotonda e l'anticamera venivano bloccati, il cavallo del sovrano veniva sacrificato e il corridoio veniva ritualmente incendiato.
La tomba fa parte della cosiddetta  "Valle dei Re Traci", che comprende anche la Tomba di Kazanlăk (riconosciuta come parte del patrimonio mondiale dell'UNESCO), nonché le tombe e i templi trovati nei tumuli di Golyama Arsenalka, Shushmanets, Helvetsia, Grifoni, Svetitsa e Ostrusha.